# Humococcus muhlenbergiae
Humococcus muhlenbergiae är en insektsart som beskrevs av Ferris 1953. Humococcus muhlenbergiae ingår i släktet Humococcus och familjen ullsköldlöss. Inga underarter finns listade i Catalogue of Life.